# Traitor
«Traitor» (estilizado en minúsculas) es una balada romántica interpretada por la cantautora estadounidense Olivia Rodrigo. Lanzada a través de Geffen Records, la canción impactó en las principales estaciones de radio de EE. UU. el 10 de agosto de 2021, como el cuarto sencillo del álbum debut de Rodrigo, Sour (2021). Una indie pop y rock balada, "Traitor" fue escrita por Olivia Rodrigo y el productor del álbum Dan Nigro. Fue producida por el mismo Dan Nigro.
Antes de que fuera promocionado como sencillo, tras el lanzamiento de Sour, "Traitor" se convirtió en un favorito de los fanáticos y logró el éxito comercial. Los críticos musicales elogiaron la canción por su voz y letra, y la eligieron como lo más destacado del álbum. "Traidor" llegó al número nueve en los Estados Unidos, al número cinco en el Reino Unido y alcanzó su punto máximo entre los 10 primeros en Australia, Canadá, Irlanda, Nueva Zelanda y Portugal. La canción también fue certificada platino en Australia, Canadá, Nueva Zelanda, Reino Unido y Estados Unidos. La canción recibió su presentación debut en la película del concierto de YouTube de Rodrigo Sour Prom (2021).

## Antecedentes y lanzamiento
Tras el éxito menor de "All I Want" (2019), la cantautora estadounidense Olivia Rodrigo firmó con Geffen Records, una subsidiaria de Interscope Records, con la intención de lanzar su debut extended play en 2021. Después del éxito generalizado del sencillo debut de Rodrigo "Drivers License", lanzado el 8 de enero de 2021, decidió que quería hacer un álbum de estudio completo en su lugar.
Junto con el lanzamiento de su segundo sencillo "Deja Vu" el 1 de abril de 2021, Rodrigo anunció que su álbum de estudio debut, bajo el título de marcador de posición *O*R, se lanzaría el 21 de mayo. El 13 de abril, Rodrigo anunció la portada y anunció el título de su álbum de estudio debut Sour. Junto con el anuncio, se anunció la lista de canciones y se reveló que "Traitor" aparecería como la segunda canción en Sour.
«Traitor» fue enviado a la radio contemporánea estadounidense el 10 de agosto de 2021, como el cuarto sencillo de Sour.

## Composición
«Traitor» es una balada indie pop y guitarra-rock. También presenta una subida y bajada cinematográfica de la acústica y una superposición de armonías. Musicalmente, la canción se establece en la clave de Mi♭ mayor y tiene un tempo moderadamente lento de 50 latidos por minuto. La canción se establece en 6
8 veces, y la voz de Rodrigo en la canción abarca desde B♭3 a A♭ 5.

### Especulación de composición
Se rumorea que la canción trata sobre el actor y cantante estadounidense Joshua Bassett, quien coprotagonizó con Rodrigo la serie de Disney+; High School Musical: el musical: la serie. Líricamente, la canción trata sobre "sentirse traicionado cuando ves a tu ex entablar una nueva relación mientras aún te recuperas de tu separación", mientras ella susurra la letra "Guess you didn’t cheat but you’re still a traitor" (en español: 'Supongo que no hiciste trampa, pero sigues siendo un traidor').

## Recepción Crítica
La canción recibió elogios de los críticos musicales. P. Claire Dodson, escribiendo para Teen Vogue, llamó a «Traitor» "impecable", y comentó que la canción tenía un "telón de fondo de Kacey Musgraves-esquenlight-folk". Tatiana Tenreyro de The A.V. Club calificó la canción como "la canción más vulnerable [de Rodrigo] hasta ahora". Rhian Daly de NME describió la canción como "hermosa". Larisha Paul de Billboard elogió la canción, considerándola como la "mejor interpretación vocal" de Rodrigo en Sour. Como la canción se intercala entre dos pistas emocionalmente pesadas con una gran producción, Paul llamó a la canción un "contraste escalofriante" que presenta la mejor interpretación vocal de Rodrigo en el álbum. Angie Martoccio de Rolling Stone también llamó a la canción como la "prima perdida" de la canción de 2020 de Taylor Swift, «My Tears Ricochet».

## Desempeño comercial
En los EE. UU., antes de que se promocionara como sencillo, «Traitor» debutó y alcanzó el puesto número nueve en el Billboard Hot 100 tras el lanzamiento del álbum, junto con «Good 4 U» y «Deja Vu» en el top 10 del gráfico. Billboard subrayó cómo «Traitor» acumuló impresionantes ventas y unidades de transmisión para una pista de álbum. «Traitor» también alcanzó el número 3 en la lista Billboard Streaming Songs, distinguiendo a Rodrigo como la primera artista en la historia en reclamar los tres primeros en la lista durante semanas consecutivas. Al comentar sobre el éxito comercial y crítico de la canción, Rodrigo dijo: "La escribí en mi cama mientras lloraba. Nunca pensé que iba a ser una canción que resonaría con tanta gente. Pensé que era una canción muy específica. situación por la que estaba pasando, y es tan gracioso que esa es la canción que no es un single y que es la más exitosa. Mucha gente ha dicho, '¿Cómo lo supiste? ¡Esto es exactamente lo que me pasó a mí!'".
La canción aterrizó en el número siete en la lista de singles del Reino Unido, antes de subir y alcanzar el número cinco la semana siguiente. En la lista Global 200 de Billboard, la canción alcanzó el número siete. «Traitor» también figura entre los 10 primeros en Australia, Canadá, Irlanda, y Nueva Zelanda, y entre los 20 primeros en Noruega. Además, la canción fue certificada oro en el Reino Unido y Nueva Zelanda; y platino en Australia y Canadá.

## Espectáculos en vivo
«Traitor» recibió su presentación debut el 26 de junio de 2021, como parte del lanzamiento de la película del concierto de Rodrigo;Sour Prom. Más tarde, interpretó la canción en el iHeartRadio Music Festival del 17 al 18 de septiembre de 2021 en Las Vegas. Así como en Jimmy Kimmel Live! y The American Music Awards 2021.

## Video musical
Un video musical de «Traitor», dirigido por Olivia Bee, fue lanzado el 21 de octubre de 2021.

## Créditos y personal
Créditos adaptados de las notas del álbum de Sour.

#### Grabación
- Grabado en Amusement Studios (Los Ángeles)
- Mezclado en SOTA Studios (Los Ángeles)
- Materializado en Sterling Sound (Nueva York)

#### Personal
- Olivia Rodrigo – voces, coros, composición.
- Dan Nigro – composición, producción, guitarras acústicas, guitarras eléctricas, piano, programación de batería, Juno 60, órgano B3, coros.
- Ryan Linvill – bajo, programación de batería, sintetizador.
- Randy Merrill – Randy Merrill – mastering
- Mitch McCarthy – mezcla

## Gráficos
| Gráfico (2021)                            | Posición pico |
| ----------------------------------------- | ------------- |
| Australia (ARIA)                          | 5             |
| Bélgica (Flandes) (Ultratop 50)           | 44            |
| Canadá (Canadian Hot 100)                 | 9             |
| República Checa (Singles Digitál Top 100) | 51            |
| Dinamarca (Tracklisten)                   | 38            |
| Global 200 (Billboard)                    | 7             |
| Grecia (IFPI)                             | 27            |
| Irlanda (IRMA)                            | 3             |
| Lituania (AGATA)                          | 68            |
| Malasia (RIM)                             | 13            |
| Países Bajos (Mega Single Top 100)        | 53            |
| Nueva Zelanda (Recorded Music NZ)         | 5             |
| Noruega (VG-lista)                        | 16            |
| Portugal (AFP)                            | 8             |
| Singapur (RIAS)                           | 11            |
| Eslovaquia (Singles Digitál Top 100)      | 52            |
| Sudáfrica (RISA)                          | 24            |
| España (Top 100 Canciones)                | 71            |
| Suecia (Sverigetopplistan)                | 56            |
| Suiza (Schweizer Hitparade)               | 95            |
| Reino Unido (UK Singles Chart)            | 5             |
| US Adult Top 40 (Billboard)               | 17            |
| US Mainstream Top 40 (Billboard)          | 7             |

## Certificaciones
| País                                                                 | Certificación | Ventas   |
| -------------------------------------------------------------------- | ------------- | -------- |
| Australia (ARIA)                                                     | Platino       | 70,000^  |
| Canadá (Music Canada)                                                | Platino       | 80,000^  |
| Nueva Zelanda (RMNZ)                                                 | Oro           | 15,000^  |
| Noruega (IFPI Noruega)                                               | Platino       | 60,000^  |
| Portugal (AFP)                                                       | Platino       | 60,000^  |
| Reino Unido (BPI)                                                    | Oro           | 400,000^ |
| "^" Ventas + cifras de transmisión basadas solo en la certificación. |               |          |

## Historial de versiones
| Región         | Fecha                | Formato(s)             | Etiqueta | Ref.         |
| -------------- | -------------------- | ---------------------- | -------- | ------------ |
| Estados Unidos | 10 de agosto de 2021 | Contemporary hit radio | Geffen   | [ 5 ] [ 50 ] |